# Slag bij Artah
De Slag bij Artah vond plaats in 1105 tussen de kruisvaarders en de Selsjoek-Turken. De Turken werden geleid door Fakhr al-Mulk Radwan van Aleppo, en de kruisvaarders werden geleid door Tancred, vorst van Galilea, regent van het vorstendom Antiochië. De kruisvaarders waren glorieus tijdens deze slag, en dreigden Aleppo zelfs in te nemen.
Na het grote verlies van de kruisvaarders bij de Slag bij Harran in 1104, waren alle burchtversterkingen van Antiochië ten oosten van de rivier de Orontes verlaten. Om versterkingen te krijgen van nieuwe pelgrims uit het westen was Bohemund I van Antiochië naar Europa vertrokken, om daar te gaan werven bij de koningen. Zijn neef Tancred nam het regentschap over en begon geduldig en voorzichtig aan het herstel van de verlaten burchten en weerloze dorpen.
Tancred leidde een beleg op het kasteel van Artah, dat ongeveer 50 kilometer noordoostelijk van Antiochië lag. Tijdens deze operatie kwam Radwan het beleg verstoren; Tancred voerde vervolgens een aanval uit op Radwan en zijn leger uit Aleppo. De Latijnse prins zou gewonnen hebben, omdat hij het terrein kundig wist te gebruiken; de kruisvaarders wisten met tactische bluf, door middel van aanvallen en terugtrekken de Seltsjoeken te verslaan.